# 水神のりこ
水神 のりこ（みかみ のりこ、12月25日 - ）は、日本の女性声優、舞台女優。埼玉県出身。アトミックモンキー所属。

## 人物
趣味は映画、音楽、舞台鑑賞。特技はピアノ、日舞、殺陣、歌唱。

## 出演

### テレビアニメ
- 恋する小惑星（2020年、客）
- 富豪刑事 Balance:UNLIMITED（2020年、おばちゃん）
- Re:ゼロから始める異世界生活 シーズン2（2020年、村人）
- ゾンビランドサガ リベンジ（2021年、禿 ろ）

### 劇場アニメ
- かがみの孤城（2022年、リオンの母）

### ゲーム
- アラド戦記（ドッグヘッド、モニカ）
- 獅子の如く〜戦国覇王戦記〜（2019年、望月千代女、三条夫人）
- 三國志14（2020年、勇敢女）
- ドラガリアロスト（女性店員 他）
- モンスターストライク（2021年 - 2023年、カイリ[2]）

### ドラマCD
- カーストヘブン3（巽の母）
- ゼクトバッハ叙事詩2

### 吹き替え

#### 映画
- アイリッシュマン（ジョゼフィ－ヌ・ホッファ〈ウェルカー・ホワイト〉）
- アマチュア（宗教の先生、女性カメラマン）
- いつかはマイ・ベイビー（ジュディ）
- インデペンデンス・デイ: リサージェンス（月のオペレーター）
- X-MEN:アポカリプス（キャロリン）
- X-MEN:ダーク・フェニックス（女性飛行責任者）
- 彼女はハイスクール・ボーイ（デニス）
- サスペリア（マークス）
- シャフト（ベイビー）
- スパイダーマン:ホームカミング（ドリス・トゥームス〈ガーセル・ボヴェイ〉）
- スリープレス・ナイト（ルビー）
- 世界の果てまでヒャッハー!（エリカ）
- セクスタプレッツ -オレって六つ子だったの?（授乳講師 他）
- トゥループ・ゼロ-夜空に恋したガールスカウト-（エイミー）
- 真夜中のパリでヒャッハー!（女警官）
- バスターのバラード
- パティ・ケイク$
- パーフェクト・デート（セリア母）
- パトリオット・デイ（キャロル・サンダース〈ミシェル・モナハン〉）
- バリー・シール/アメリカをはめた男（デイナ）
- ファンタスティック4:ファースト・ステップ[3]
- プロジェクト・パワー（女ボス）
- ヘイル・シーザー!（アレグラ）
- ホテル・ムンバイ（プラバ、ニュース女）
- ボヘミアン・ラプソディ（ヴェロニカ、女性記者）
- マインドホーン（カチャ）
- マローダーズ 襲撃者（モンゴメリ妻、ミッシェル）
- メッセージ（ニュース女）
- ラスト・クリスマス（アナ雪ディレクター）
- ラストツアー（ナレーション女）
- レッド・スパロー（レ二）
- ロボット（ラタ、ボス蚊 他）
- 私は世界一幸運よ

#### ドラマ
- アウトキャスト（イブリン）
- アクエリアス 刑事サム・ホディアック（ケイティ）
- アブセンシア〜FBIの疑心〜（ホイットマン、カント）
- アンリステッド（GCI職員）
- うわさのツインズ リブとマディ（サウス・サラマンカ）
- NCIS: ニューオーリンズ（スロウ、アメリア）
- エレメンタリー ホームズ&ワトソン in NY（ライラ）
- Empire 成功の代償（ジュリアナ）
- オルタード・カーボン（プレスコット）
- クレイジー・エックス・ガールフレンド（クラリス）
- キャッスル 〜ミステリー作家は事件がお好き（グゥエン、ジョアンナ）
- グッド・ワイフ（タラ）
- ザ・ミスト（シェリー、アナ、スーザン）
- The Ranch ザ・ランチ（カレン）
- ジー二アス:ピカソ（ドロレス）
- シリコンバレー狂騒曲（タラ 他）
- 神話クエスト:レイヴンズ・バンケット（スー）
- スーパーナチュラル（ターシャ、ナン）
- SUITS/スーツ（ケイティ）
- SCORPION/スコーピオン（リポーター）
- スリーピー・ホロウ（バーバラ）
- ディキンスン 〜若き女性詩人の憂鬱〜（マギー）
- ナルコス メキシコ編（アナ）
- 初恋は初めてなので（テオの産み母、ガリン母 他）
- ピーキー・ブラインダーズ（リジー）
- FAMOUS IN LOVE
- THE BLACKLIST/ブラックリスト（シャーロット）
- プルーブン・イノセント 冤罪弁護士（テッサ）
- マスター・オブ・ゼロ（ヴァレリー 他）
- ミスター・メルセデス（市長秘書）
- リベリオン（イングリット、アグネス）
- ロング・ロード・ホーム（アンバー）

#### アニメ
- ドラゴン王子 シーズン2（医者）
- バンピリーナとバンパイアかぞく（スカウト女子）
- ヒルダの冒険（リンドブルム）

### ボイスオーバー
- アメリカお宝鑑定団ポーンスターズ
- 古代宇宙人の歴史 放射線科医師	放射線科医師
- konMari〜人生がときめく片付けの魔法〜（ケイティー）
- 13th-憲法修正第13条-
- ストリートグルメを求めて：韓国・ソウル編
- 性の歴史：20世紀編
- タイニーハウス〜大きなアメリカの極端に小さな家〜
- 多数から一つへ 私が米国にきた理由〜移民たちの物語〜
- 呪われた島 オーク・アイランドと財宝の謎 シーズン2（キャシー・ミシャシェック）
- BS世界のドキュメンタリー 素顔のイギリス王室〜ハリーとメーガン〜
- ボクらを作ったオモチャたち（ルース）
- 我が美しき壊れた脳

### 舞台
- 劇団ドラマティック・カンパニー
  - 愛の結晶くん（看護士）
  - 居残り佐平次（遊女）
  - 十一ぴきのネコ（にゃん太郎）

### その他コンテンツ
- インターネットTV WALLOP『Avanti Channel MUSIC TIME』（MC）